# Chicago Film Critics Association Awards 2019
La cerimonia di premiazione della 32ª edizione dei Chicago Film Critics Association Awards si è tenuta il 14 dicembre 2019 a Chicago, Illinois, per premiare i migliori film prodotti nel corso dell'anno. Le candidature sono state annunciate il 12 dicembre 2019.

## Vincitori e candidati
I vincitori sono indicati in grassetto, a seguire gli altri candidati.

### Miglior film
- Parasite (Gisaengchung)
- C'era una volta a... Hollywood (Once Upon a Time... in Hollywood)
- The Irishman
- Piccole donne (Little Women)
- Storia di un matrimonio (Marriage Story)

### Miglior attore
- Adam Driver - Storia di un matrimonio (Marriage Story)
- Antonio Banderas - Dolor y gloria
- Robert De Niro - The Irishman
- Joaquin Phoenix - Joker
- Adam Sandler - Diamanti grezzi (Uncut Gems)

### Migliore attrice
- Lupita Nyong'o - Noi (Us)
- Awkwafina - The Farewell - Una bugia buona (The Farewell)
- Scarlett Johansson - Storia di un matrimonio (Marriage Story)
- Elisabeth Moss - Her Smell
- Renée Zellweger - Judy

### Miglior attore non protagonista
- Brad Pitt - C'era una volta a... Hollywood (Once Upon a Time... in Hollywood)
- Tom Hanks - Un amico straordinario (A Beautiful Day in the Neighborhood)
- Shia LaBeouf - Honey Boy
- Al Pacino - The Irishman
- Joe Pesci - The Irishman

### Migliore attrice non protagonista
- Florence Pugh - Piccole donne (Little Women)
- Cho Yeo-jeong - Parasite (Gisaengchung)
- Laura Dern - Storia di un matrimonio (Marriage Story)
- Jennifer Lopez - Le ragazze di Wall Street - Business Is Business (Hustlers)
- Zhao Shuzhen - The Farewell - Una bugia buona (The Farewell)

### Miglior regista
- Bong Joon-ho - Parasite (Gisaengchung)
- Noah Baumbach - Storia di un matrimonio (Marriage Story)
- Greta Gerwig - Piccole donne (Little Women)
- Martin Scorsese - The Irishman
- Quentin Tarantino - C'era una volta a... Hollywood (Once Upon a Time... in Hollywood)

### Miglior fotografia
- Roger Deakins - 1917
- Jarin Blaschke - The Lighthouse
- Hong Kyung-pyo - Parasite (Gisaengchung)
- Claire Mathon - Ritratto della giovane in fiamme (Portrait de la jeune fille en feu)
- Robert Richardson - C'era una volta a... Hollywood (Once Upon a Time... in Hollywood)

### Miglior direzione artistica / scenografia
- C'era una volta a... Hollywood (Once Upon a Time... in Hollywood)
- 1917
- Cena con delitto - Knives Out (Knives Out)
- Parasite (Gisaengchung)
- Piccole donne (Little Women)

### Miglior montaggio
- The Irishman
- 1917
- C'era una volta a... Hollywood (Once Upon a Time... in Hollywood)
- Piccole donne (Little Women)
- Uncut Gems

### Migliori utilizzo degli effetti speciali
- Ad Astra
- 1917
- Avengers: Endgame
- The Irishman
- Midsommar - Il villaggio dei dannati (Midsommar)

### Migliori costumi
- Piccole donne (Little Women)
- C'era una volta a... Hollywood (Once Upon a Time... in Hollywood)
- Dolemite Is My Name
- Ritratto della giovane in fiamme (Portrait de la jeune fille en feu)
- Rocketman

### Miglior colonna sonora originale
- Alexandre Desplat - Piccole donne (Little Women)
- Michael Abels - Noi (Us)
- Randy Newman - Storia di un matrimonio (Marriage Story)
- Thomas Newman - 1917
- Oneohtrix Point Never - Uncut Gems

### Migliore sceneggiatura originale
- Bong Joon-ho e Han Jin-won - Parasite (Gisaengchung)
- Noah Baumbach - Storia di un matrimonio (Marriage Story)
- Rian Johnson - Cena con delitto - Knives Out (Knives Out)
- Quentin Tarantino - C'era una volta a... Hollywood (Once Upon a Time... in Hollywood)
- Lulu Wang - The Farewell - Una bugia buona (The Farewell)

### Migliore sceneggiatura non originale
- Greta Gerwig - Piccole donne (Little Women)
- Micah Fitzerman-Blue e Noah Harpster - Un amico straordinario (A Beautiful Day in the Neighborhood)
- Lorene Scafaria - Le ragazze di Wall Street - Business Is Business (Hustlers)
- Taika Waititi - Jojo Rabbit
- Steven Zaillian - The Irishman

### Miglior film d'animazione
- Toy Story 4, regia di Josh Cooley
- Dov'è il mio corpo? (J'ai perdu mon corps), regia di Jérémy Clapin
- Frozen II - Il segreto di Arendelle (Frozen II), regia di Jennifer Lee e Chris Buck
- Dragon Trainer - Il mondo nascosto (How to Train Your Dragon: The Hidden World), regia di Dean DeBlois
- Missing Link, regia di Chris Butler

### Miglior film documentario
- Apollo 11, regia di Todd Douglas Miller
- Alla mia piccola Sama (For Sama), regia di Waad al-Kateab e Edward Watts
- Hail Satan?, regia di Penny Lane
- Made in USA - Una fabbrica in Ohio (American Factory), regia di Steven Bognar e Julia Reichert
- Honeyland (Medena zemja), regia di Tamara Kotevska e Ljubomir Stefanov

### Miglior film in lingua straniera
- Parasite (Gisaengchung), regia di Bong Joon-ho (Corea del Sud)
- Dolor y gloria, regia di Pedro Almodóvar (Spagna)
- La donna dello scrittore (Transit), regia di Christian Petzold (Germania)
- The Farewell - Una bugia buona (The Farewell), regia di Lulu Wang (Stati Uniti d'America)
- Ritratto della giovane in fiamme (Portrait de la jeune fille en feu), regia di Céline Sciamma (Francia)

### Premio Milos Stehlik al miglior regista rivelazione
- Lulu Wang - The Farewell - Una bugia buona (The Farewell)
- Mati Diop - Atlantique
- Alma Har'el - Honey Boy
- Joe Talbot - The Last Black Man in San Francisco
- Olivia Wilde - La rivincita delle sfigate (Booksmart)

### Miglior performance rivelazione
- Aisling Franciosi - The Nightingale
- Julia Butters - C'era una volta a... Hollywood (Once Upon a Time... in Hollywood)
- Roman Griffin Davis - Jojo Rabbit
- Julia Fox - Uncut Gems
- Taylor Russell - Waves